# Ackerman Ridge
L'Ackerman Ridge è una dorsale rocciosa antartica che forma l'estremità nordoccidentale delle La Gorce Mountains, catena montuosa che fa parte dei Monti della Regina Maud, in Antartide. 
Fu scoperto e grossolanamente mappato nel dicembre 1934 dal gruppo comandato da Quin Blackburn, che faceva parte della seconda spedizione antartica dell'esploratore polare Richard Evelyn Byrd.
La denominazione fu assegnata dall'Advisory Committee on Antarctic Names (US-ACAN) in onore del luogotenente Ronnie J. Ackerman, navigatore dello Squadron VX-6 dell'U.S. Navy durante l'Operazione Deep Freeze del 1965 e 1966.
Sul fianco sudoccidentale dell'Ackerman Ridge sono presenti tre speroni rocciosi, uno dei quali è il Surprise Spur.